# 米粒近镖水蚤
米粒近镖水蚤（学名：Tropodiaptomus oryzanus）为镖水蚤科近镖水蚤属的动物，是中国的特有物种。分布于中華民國以及中国大陆的江苏、河北、黑龙江等地，常见于池塘、湖泊、河流和稻田中。